# Rosa, chaste et pure
Pour plus de détails, voir Fiche technique et Distribution.
Rosa, chaste et pure (titre original : Casta e pura) est une comédie érotique italienne réalisée par Salvatore Samperi et sortie en 1981.

## Synopsis
Peu de temps avant la mort de sa femme, riche héritière d’un empire industriel, Antonio (Fernando Rey), comprenant qu’il risque d'être évincé par les actionnaires, la convainc de faire promettre à sa jeune fille, comme dernières volontés avant de mourir, de formuler un vœu de chasteté de façon à n’épouser personne jusqu’à la mort de son père.
Vingt ans plus tard, Rosa (Laura Antonelli) est une belle jeune fille. Elle vit avec le serment qu'elle a juré sur le lit de mort de sa mère. Cependant, elle a des rêves étranges puis elle reçoit la visite nocturne de son séduisant cousin Fernando (Massimo Ranieri). Perturbée par ces événements, Rosa confie au prêtre de la paroisse (Enzo Cannavale) son souhait de consacrer sa fortune aux Bonnes Œuvres. Dès que son père Antonio apprend la nouvelle, plutôt que de perdre l'héritage dont il est locataire à vie, il prévoit de faire réaliser une initiation sexuelle à sa fille.
Rosa se rend compte de cette tentative qui lui ouvre les yeux. Elle décide de prendre son indépendance…

## Fiche technique
- Titre : Rosa, chaste et pure
- Titre original : Casta e pura
- Réalisation : Salvatore Samperi
- Scénario : Bruni Di Geronimo, Michel Gast, Ottavio Jemma (en), Jose Luis Martinez Mollà
- Photographie : Alberto Spagnoli
- Montage : Sergio Montanari
- Musique : Alfonso G Santisteban
- Costumes : Christiana Lafayette
- Production : Maurizio Amati, Sandro Amati, Jose Frade
- Pays :  Italie,  France,  Espagne
- Genre : Comédie érotique
- Durée : 95 minutes
- Date de sortie :
  - Italie : 5 novembre 1981
  - France : 27 juin 1984

## Distribution
- Laura Antonelli (VF : Évelyn Séléna) : Rosa Di Maggio
- Fernando Rey : Antonio Di Maggio
- Massimo Ranieri : Fernando
- Enzo Cannavale : le prêtre
- Christian De Sica
- Riccardo Billi
- Vincenzo Crocitti
- Valeria Fabrizi
- Adriana Giuffrè
- Diego Cappuccio
- Elsa Vazzoler
- Gabrielle Lazure
- Jacques Stany : le père de Lisetta

## Source de traduction
- (it) Cet article est partiellement ou en totalité issu de l’article de Wikipédia en italien intitulé « Casta e pura » (voir la liste des auteurs).